# Stanley Engelhart
Stanley Eric Engelhart (ur. 3 lutego 1910 w Selby, zm. 9 września 1979 tamże) – angielski sprinter reprezentujący Wielką Brytanię oraz Anglię, uczestnik igrzysk olimpijskich, medalista igrzysk Imperium Brytyjskiego.
Engelhart swoje pierwsze sukcesy na zawodach rangi mistrzowskiej osiągnął w końcu lat dwudziestych. W latach 1928–1930 był mistrzem północnej Anglii na dystansach 100 i 220 jardów. Także w 1933 roku zdobył złoto na dłuższym z dystansów. W 1929 roku, w wieku dziewiętnastu lat, był finalistą w obu sprintach na mistrzostwach Wielkiej Brytanii, a czas jaki osiągnął w biegu na 220 jardów – 22,1 sekundy – był nowym juniorskim rekordem kraju.
W 1930 roku Engelhart wziął udział w I Igrzyskach Imperium Brytyjskiego jako członek reprezentacji Anglii. Wziął udział w trzech konkurencjach lekkoatletycznych. Na dystansie 220 jardów, z czasem 21,8 sekundy, zdobył złoty medal. W  sztafecie 4 × 110 jardów Engelhart biegł na ostatniej zmianie, a reprezentacja Anglii z czasem 42,7 sekundy zdobyła tytuł wicemistrzowski (razem z nim biegli James Cohen, John Heap i John Hanlon). W biegu na 100 jardów zajął szóste miejsce.
Dwa lata później wziął udział w X Letnich Igrzyskach Olimpijskich w Los Angeles. Uczestniczył tam w rywalizacji na dwóch dystansach. W biegu na 200 metrów odpadł w fazie ćwierćfinałowej, czego powodem był naciągnięty bolący mięsień. W sztafecie 4 × 100 metrów, Engelhart biegł na trzeciej zmianie, a ekipa brytyjska zajęła w finale szóste miejsce.
Engelhart był mistrzem Wielkiej Brytanii (AAA) w biegu na 220 jardów w 1930, wicemistrzem w 1929 i brązowym medalistą w 1932, a także brązowym medalistą w biegu na 100 jardów w 1930.
Engelhart reprezentował barwy York Harriers & Athletic Club.

## Rekordy życiowe
- bieg na 100 jardów - 9,9 (1930)
- bieg na 220 jardów - 21,8 (1930/1936)[1]